# Myiopharus niger
Myiopharus niger är en tvåvingeart som först beskrevs av Townsend 1908.  Myiopharus niger ingår i släktet Myiopharus och familjen parasitflugor.
Artens utbredningsområde är Costa Rica. Inga underarter finns listade i Catalogue of Life.